# Ле Виле (Терни)
Ле Виле је насеље у Италији у округу Терни, региону Умбрија.
Према процени из 2011. у насељу је живело 73 становника. Насеље се налази на надморској висини од 363 м.